# Eduard Theodor Jäkel
Eduard Theodor Jäkel (* 16. Januar 1817 in Chemnitz; † 19. September 1874 in Frauenfeld, Kanton Thurgau) war ein deutscher Zeitungsherausgeber, Schriftsteller und Politiker.

## Leben und Wirken
Der Sohn eines Chemnitzer Webers studierte von 1837 bis 1840 an der Universität Leipzig Staatswissenschaften und Geschichte. Während seines Studiums entstand eine Freundschaft mit Robert Blum und Wilhelm Adolph von Trützschler. Ab 1841 war er in seiner Heimatstadt Chemnitz Herausgeber der oppositionellen Zeitschrift Die Sonne, in der er sich u. a. für öffentliche Gerichtsverhandlungen, Einführung der Pressefreiheit und für eine Verbesserung der Situation an sächsischen Schulen einsetzte. Nachdem er 1845 über den Deutschkatholizismus berichtet hatte, deren Vorreiter in Chemnitz Franz Xaver Rewitzer war, wurde ihm am 12. August des Jahres die Konzession zur Herausgabe seiner Zeitung entzogen, weswegen er gemeinsam mit Gödsche eine Petion an die zweite Sächsische Kammer richtete.
Im Dezember 1848 wurde er im 22. Wahlbezirk (Leipzig, neuer Anbau) in die II. Kammer des Sächsischen Landtags gewählt. Nachdem er zur Konstituierung des Landtags am 17. Januar 1849 anstelle des üblichen schwarzen Fracks in einem schlichten blauen Rock erschienen war, wurde er von seinen politischen Gegnern im Chemnitzer Boten wie folgt verspottet:
„Futter aus blauem Rock

Und ungekämmt und ungewaschen

Die Vorderpfoten in den Taschen

So trat er vor den König hin.“
Trotzdem wurde er von den Abgeordneten der II. Kammer in das Präsidium des Landtags gewählt, wo er als einer der beiden Sekretäre fungierte. Er war Vorsitzender der Leipziger Sektion des Vaterlandsvereins. Nachdem der Landtag am 30. April 1849 aufgelöst worden war, beteiligte er sich an den Barrikadenkämpfen des Dresdner Maiaufstands. Anschließend flüchtete Jäkel in die Schweiz, wo er als Lehrer an der Thurgauer Kantonsschule tätig wurde. Zudem war er Redakteur der Neuen Thurgauer Zeitung. Er starb im September 1874 in Frauenfeld, Kanton Thurgau.

## Werke
- mit Bruno Friedrich Gödsche: An die Hohe Zweite Kammer der Sächsischen Ständeversammlung: Petition, die Wiederherstellung der am 12. August 1845 unterdrückten Zeitschrift „Die Sonne“ ... betreffend, 1845
- Sonnenstrahlen. Chemnitz und Schneeberg 1846. Verlag Bruno Friedr. Goedsche, Sohn.
- Geschichte der Reformation von Luther's Tode bis auf unsere Zeit. Volksbuch. 2 Bände, Leipzig: C. W. B. Naumburg / Julius Meißner 1846; 1847.
- Geschichte der Neuesten Zeit in Biographien und Charakterbildern. Erschienen 1848. Verlag: Leipzig: Brügmann. 355 S. Inahlt: 11 Biographien von Fortschrittsmännern und Reaktionären: Gagern, Hecker, Mieroslawski, Windischgrätz, Metternich, Struve, Wrangel, Jelachitsch, Prinz von Preußen, Kossuth, Erzherzog Johann.
- Der Krieg der schweizerischen Eidgenossenschaft gegen den Sonderbund und die Jesuiten, Verlag von Robert Blum u. Comp., Leipzig 1848. Digitalisat